# Johan Joseph Aarts
Johan Joseph Aarts (* 18. August 1871 in Den Haag; † 19. Oktober 1934 in Amsterdam; eigentlich Johannes Josephus Aarts) war ein niederländischer Maler und Grafiker.

## Leben
Seine Ausbildung erhielt er an der Koninklijke Academie van Beeldende Kunsten (Akademie der bildenden Künste) in Den Haag. Gemeinsam mit seinem Freund Jan Vijlbrief zählte Aarts Mitte der 1890er Jahre zu einer Gruppe von Avantgardisten, die sich mit dem Pointillismus auseinandersetzten. In diesem Stil schuf er sechs Landschaftsbilder von zarter Farbigkeit, wandte sich jedoch von der Malerei ab und der Druckgrafik zu, als er 1893 einen Lehrauftrag an der Akademie in Den Haag erhielt. 1911 wurde er zu einer Professur für grafische Künste an die Rijksakademie van beeldende kunsten in Amsterdam berufen. Diese hielt er bis zu seinem Tode 1934 inne.
Seine ernsten grafischen Werke, vor allem die späten Kupferstiche, bilden einen eigentümlichen Gegensatz zu der leichten Heiterkeit seiner frühen Gemälde. Neben dem Leben der Arbeiter wählte er für seine Werke auch biblische und mythologische Darstellungen als Themen. Außer den Graphiken entwarf er Exlibris, Plakate im Jugendstil, Heraldik und Briefmarken und schrieb als Kunstkritiker für Het Vaderland.
Werke von Aarts sind unter anderem im Kunstmuseum Den Haag und im Kröller-Müller Museum in Otterlo ausgestellt.

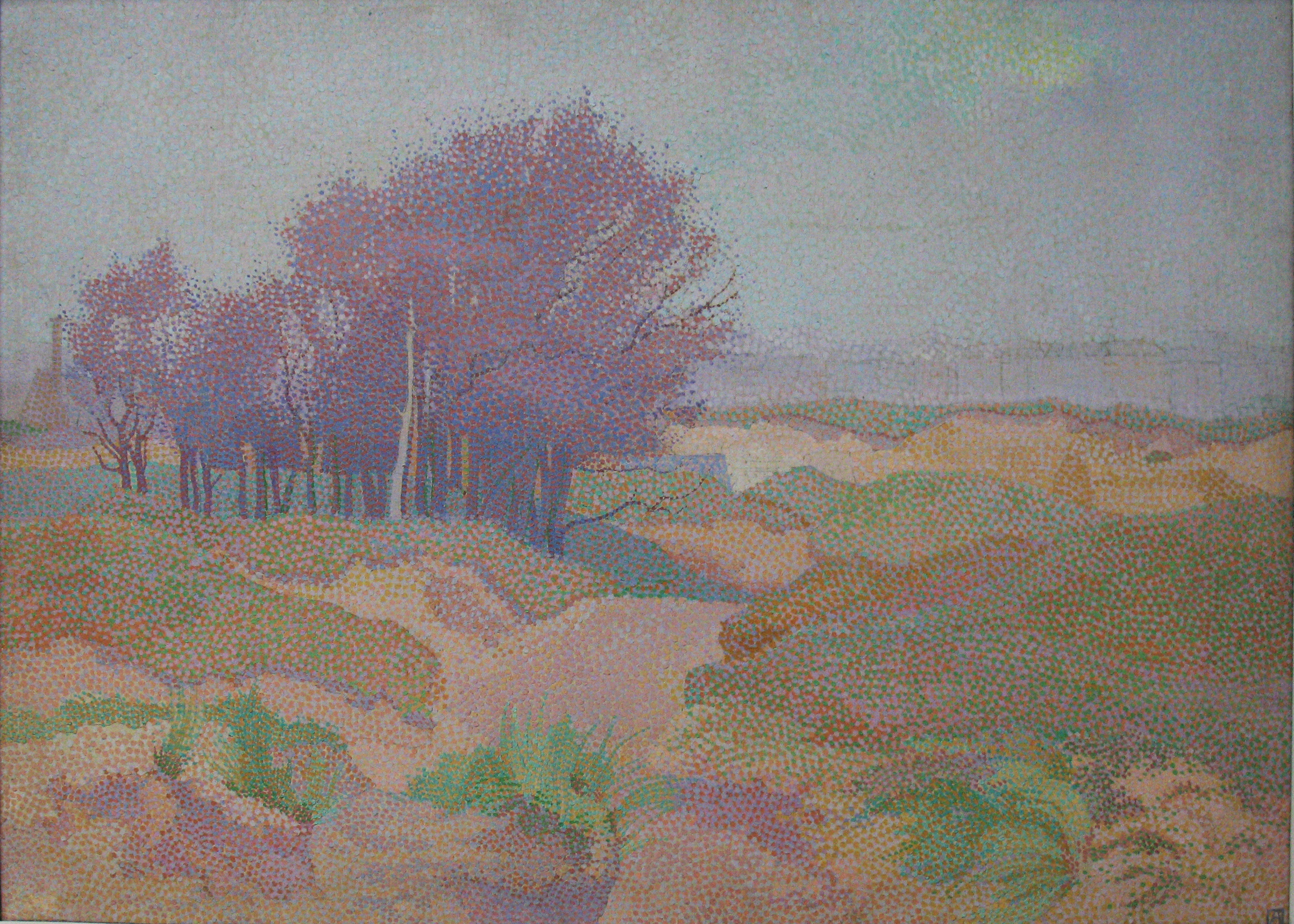
Dünenlandschaft, 1895
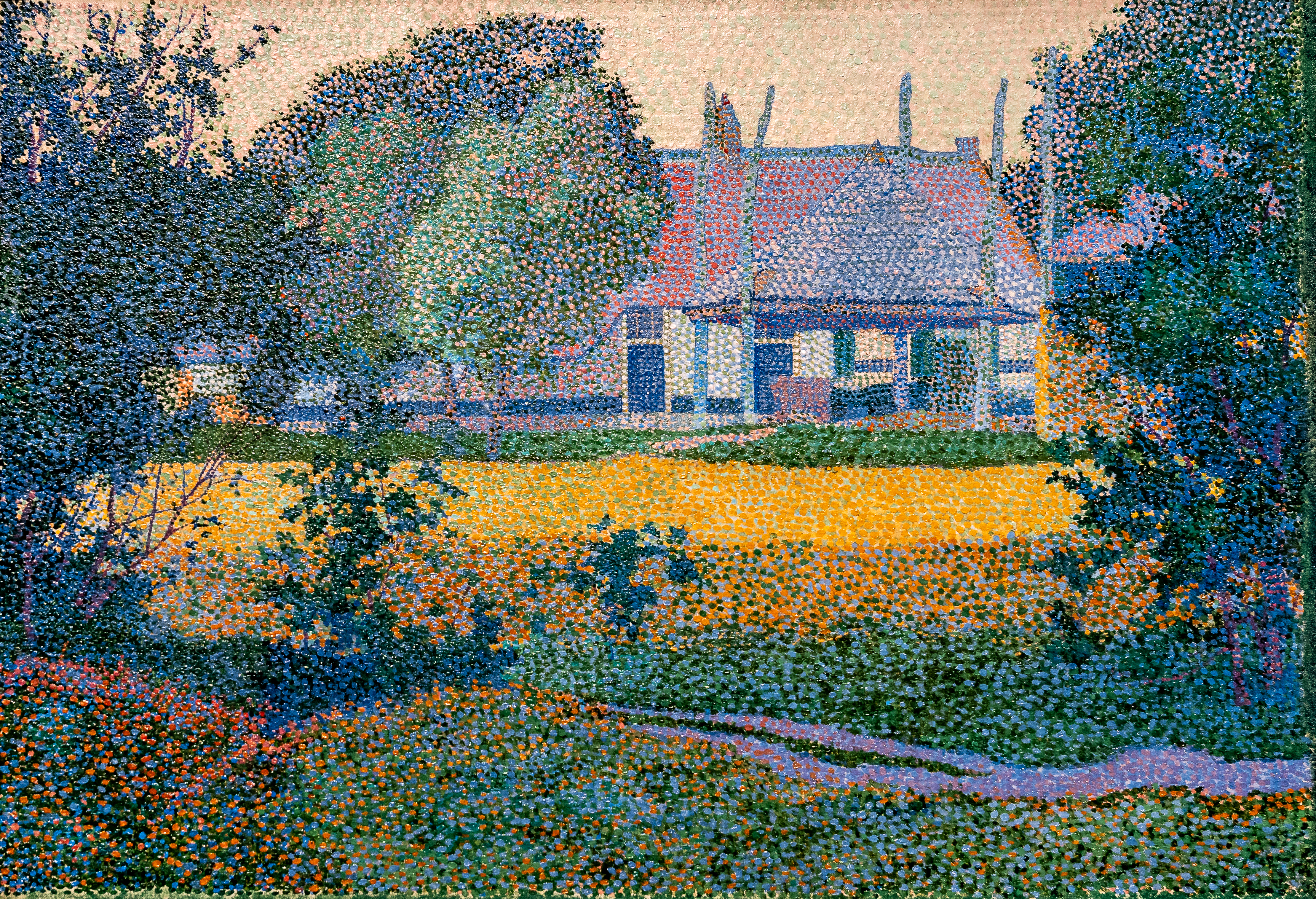
Boerderij „De Bataaf“, 1895
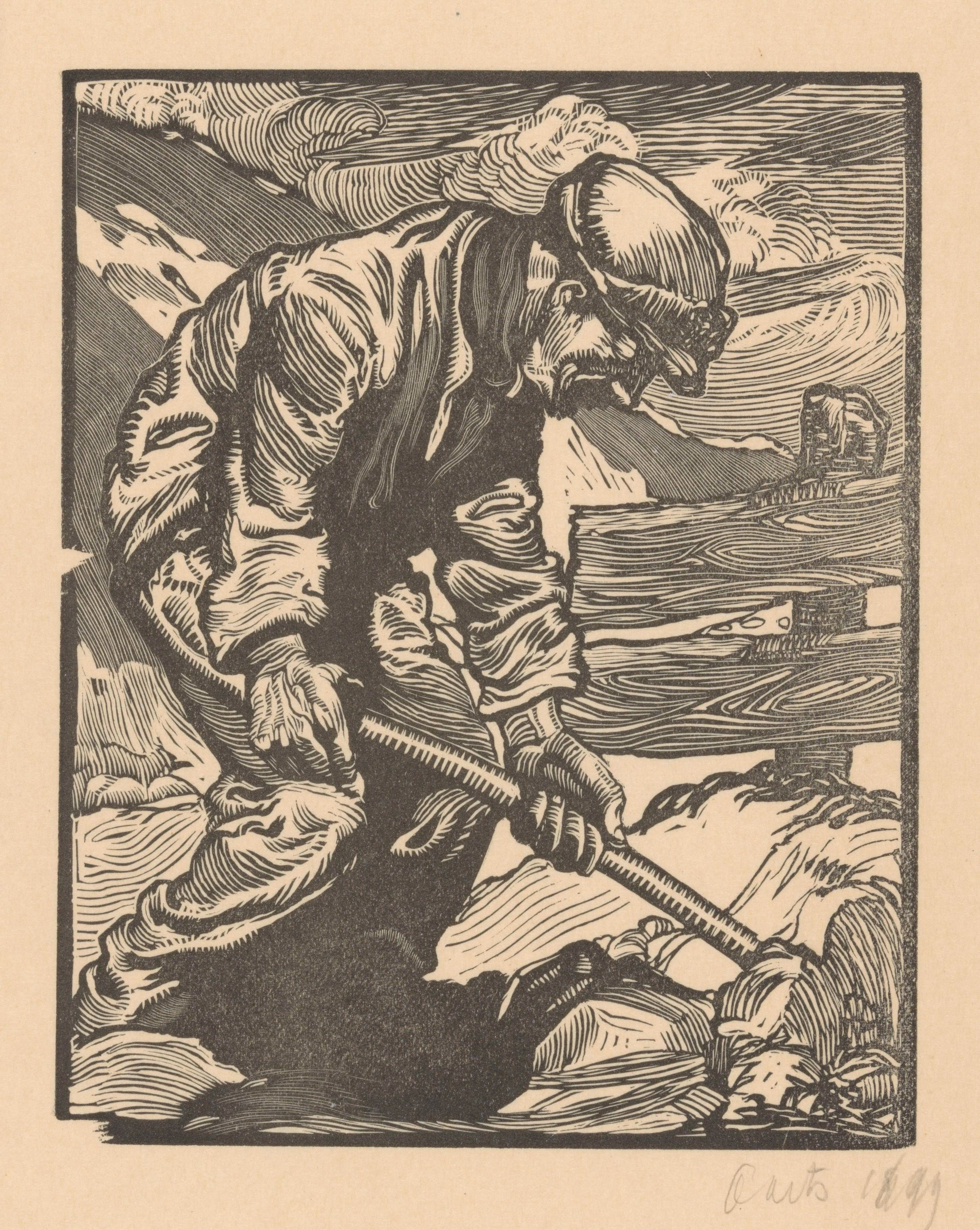
Deicharbeiter
Malerin bei der Arbeit am Meer, Vögel
Andromeda
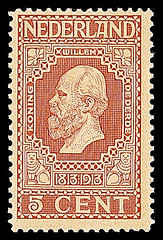
Briefmarke, entworfen von J. J. Aarts, 1913